# Mailheim
Mailheim (fränkisch: Mahla) ist ein Gemeindeteil des Marktes Ipsheim im Landkreis Neustadt an der Aisch-Bad Windsheim (Mittelfranken, Bayern). Die Gemarkung Mailheim hat eine Fläche von 6,668 km². Sie ist in 479 Flurstücke aufgeteilt, die eine durchschnittliche Fläche von 13.921,65 m² haben. In ihr liegen neben dem namensgebenden Ort die Gemeindeteile Mäusberg und Weimersheim.

## Geografie
Der Weiler liegt am Mailheimer Graben, der mit dem Seegraben (rechts) zum Grundgraben zusammenfließt, der ein rechter Zufluss der Aisch ist. 0,4 km südöstlich erhebt sich Wachtelbuck (359 m ü. NHN), 0,5 km  dahinter erhebt sich der Rote Berg (433 m ü. NHN), der als Weinberg genutzt wird. 1 km nordöstlich liegt das Flurgebiet Am Holzweg, 1 km südwestlich das Flurgebiet Graben.
Die Staatsstraße 2252 führt nach Lenkersheim zur Bundesstraße 470 (2,3 km südwestlich) bzw. am Haaghof vorbei nach Linden (7 km östlich). Die Kreisstraße NEA 17 führt nach Oberndorf zur B 470 (1,8 km nordwestlich).

## Geschichte
Der Ort hieß ursprünglich „ze der Awe“ (=zu der Aue). 1302 wurde der Ort im Personennamen Bvrchart von der Awe erstmals namentlich bezeugt. 1529 wurde der Ort „Mayhaim“ und „Mayla“ genannt, 1591 erstmals auch als „Mailheim“. Die Form „Mahla“ wurde aber bis 1735 bezeugt. Warum bzw. wie es zur Ortsnamensänderung kam, ist unklar. Während des Dreißigjährigen Krieges lagen im Oktober 1621 Truppen von Peter Ernst II. von Mansfeld für einige Tage in Mailheim und Umgebung. Beim Wirt in Mailheim erbeuteten sie 300 Gulden. Anfang des 18. Jahrhunderts gab es in Mailheim 5 Anwesen, von denen vier bayreuthisch und eines windsheimisch war.
Gegen Ende des 18. Jahrhunderts gab es in Mailheim sieben Anwesen. Das Hochgericht übte das brandenburg-bayreuthische Vogtamt Lenkersheim aus. Die Dorf- und Gemeindeherrschaft hatte das Kastenamt Ipsheim. Grundherren waren das Kastenamt Ipsheim (1 Schafhof, 1 Hof, 1 Wirtshaus, 2 Güter, 1 Schmiede) und die Reichsstadt Windsheim (1 Hof).
Von 1797 bis 1810 unterstand der Ort dem Justizamt Külsheim und Kammeramt Ipsheim. Im Jahre 1810 kam Mailheim an das Königreich Bayern. Im Rahmen des Gemeindeedikts wurde es dem 1811 gebildeten Steuerdistrikt Ipsheim und der 1817 gebildeten Ruralgemeinde Ipsheim zugewiesen. Mit dem Zweiten Gemeindeedikt (1818) entstand die Ruralgemeinde Mailheim (anfänglich nach Weimersheim benannt), zu der Mäusberg und Weimersheim gehörten. Sie war in Verwaltung und Gerichtsbarkeit dem Landgericht Windsheim zugeordnet und in der Finanzverwaltung dem Rentamt Ipsheim. Ab 1862 gehörte Mailheim zum Bezirksamt Uffenheim (1939 in Landkreis Uffenheim umbenannt) und ab 1856 zum Rentamt Windsheim (1919 in Finanzamt Windsheim umbenannt, seit 1972 Finanzamt Uffenheim). Die Gerichtsbarkeit blieb beim Landgericht Windsheim (1879 in Amtsgericht Windsheim umbenannt), seitdem ist das Amtsgericht Neustadt an der Aisch zuständig. Die Gemeinde hatte 1964 eine Gebietsfläche von 4,235 km².
Zum 1. Januar 1978 wurde Mailheim im Zuge der Gebietsreform in Bayern nach Ipsheim eingemeindet.

### Baudenkmäler
- Haus Nr. 3: Wohnstallhaus mit Scheune[18]
- Haus Nr. 7: Bauernhaus[18]

### Einwohnerentwicklung
Gemeinde Mailheim
| Jahr      | 1818   | 1840   | 1852   | 1855   | 1861   | 1867   | 1871   | 1875   | 1880   | 1885   | 1890   | 1895   | 1900   | 1905   | 1910   | 1919   | 1925   | 1933   | 1939   | 1946   | 1950   | 1952   | 1961   | 1970   |
| Einwohner | 144    | 181    | 191    | 170    | 166    | 160    | 152    | 150    | 163    | 176    | 165    | 157    | 164    | 152    | 141    | 159    | 160    | 149    | 139    | 248    | 209    | 179    | 137    | 140    |
| Häuser    | 28     | 30     |        |        |        |        | 29     |        |        | 30     | 31     |        | 31     |        |        |        | 31     |        |        |        | 34     |        | 32     |        |
| Quelle    | [ 20 ] | [ 21 ] | [ 22 ] | [ 22 ] | [ 23 ] | [ 24 ] | [ 25 ] | [ 26 ] | [ 27 ] | [ 28 ] | [ 29 ] | [ 22 ] | [ 30 ] | [ 22 ] | [ 31 ] | [ 22 ] | [ 32 ] | [ 22 ] | [ 22 ] | [ 22 ] | [ 33 ] | [ 22 ] | [ 15 ] | [ 34 ] |

Ort Mailheim
| Jahr      | 001818 | 001840 | 001861 | 001871 | 001885 | 001900 | 001925 | 001950 | 001961 | 001970 | 001987 |
| Einwohner | 64     | 86     | 79     | 60     | 67     | 62     | 63     | 73     | 52     | 49     | 34     |
| Häuser    | 9      | 10     |        |        | 10     | 10     | 11     | 12     | 11     |        | 9      |
| Quelle    | [ 20 ] | [ 21 ] | [ 23 ] | [ 25 ] | [ 28 ] | [ 30 ] | [ 32 ] | [ 33 ] | [ 15 ] | [ 34 ] | [ 1 ]  |

## Religion
Der Ort ist seit der Reformation evangelisch-lutherisch geprägt und bis heute nach St. Johannes der Täufer (Ipsheim) gepfarrt. Die Katholiken sind nach St. Bonifaz (Bad Windsheim) gepfarrt.